# José Antonio López
José Antonio López Díaz, conosciuto con lo pseudonimo Antonio Cuestas (Trubia, 1959) è uno storico spagnolo.

## Biografia
È professore e ricercatore spagnolo specializzato in Storia Militare il cui libro sulla Riserva Militare dei Volontari è stato il primo ad essere pubblicato sul concetto di riserva militare dei volontari.
Ha presieduto varie conferenze nei Congressi Militari Internazionali. È vicepresidente dell'Associazione ARES-Asturias de Reservistas Españoles.
Fu il primo riservista spagnolo ad ottenere il Diploma di Stato Superiore dell'Esercito Francese.
Iniziò a lavorare come apprendista nella Fabbrica di Armi di Trubia a soli 14 anni, ci lavorò per 25 anni, 7 dei quali a Siviglia caricandosi di varie responsabilità come ufficiale ed ingegnere. È ingegnere di miniere all'Università di Lione e ha un master in storia all'Università di Oviedo. Parla due lingue, inglese e francese, di livello C1; portoghese di livello B2, qualificato presso la NATO per il mondo militare in inglese e francese.
È un membro della Giunta Direttiva dell'Associazione per il Recupero dell'Architettura Militare Asturiana 1936/37 (ARAMA 36/37) dedicata allo studio e alla preservazione del patrimonio storico militare relazionato con la guerra civile in Asturia.
Appartiene all'Associazione Iberoamericana di Giornalisti Specializzati e Tecnici (AIPET) dal 1989.
Si sposò nel 1992 nell'Expo di Siviglia, l'unico matrimonio che fu celebrato nella stessa. Ebbe luogo nel padiglione di Asturia accompagnato dal rito tradizionale vaqueiro che rappresenta il Principato di Asturia.
Da 20 anni è professore di scuola secondaria, conciliando il lavoro professionale con il lavoro associativo e di ricerca.

## Opere
- La Riserva Militare di Volontari di Spagna ISBN 978-84-616-8418-2
- A Hike across the curriculum José Antonio López e altri (diritti ceduti al Consiglio di Educazione del Principado di Asturia)
- Alcuni spagnoli nella corte del re Fado (opera collettiva) ISBN 978-989-8661-66-1